# الجیگیدی
الجیگیدی (انگلیسی: Eljigidey; تولد نامشخص – مرگ ۱۳۲۹) خان خانات جغتای یکی از تقسیم‌های امپراتوری مغول در ۱۳۲۶–۱۳۲۹ و پسر دووا (خان) بود. پس از مرگ برادرش کبک خان، الجیگیدی کنترل خانات جغتای را به دست گرفت. او از سال ۱۳۲۷ تا ۱۳۲۹ در مبارزات جانشینی دربار دودمان یوآن شرکت داشت. متحد او کوسالا در سال ۱۳۲۹ به عنوان امپراتور یوان بر تخت نشست، اما به‌زودی به طرز مشکوکی درگذشت. تنها پس از مدت کوتاهی، الجیگیدی توسط برادر دیگری به نام دووا تمور سرنگون شد.